# Œuvre nationale du Bleuet de France
L’Œuvre nationale du Bleuet de France est une association reconnue d’utilité publique, placée depuis 1991 sous l’autorité de l’Office national des anciens combattants et victimes de guerre. Son objectif est de recueillir des fonds afin de financer les œuvres sociales qui viennent en aide aux anciens combattants, veuves de guerre, pupilles de la Nation, soldats blessés en opération de maintien de la paix, victimes du terrorisme.
L’Œuvre soutient aussi les militaires actuellement engagés sur des théâtres d’opération : le Bleuet de France a ainsi pris part à l’initiative « Colis de Noël pour les soldats en Opex » et participe également à des actions auprès des enfants des écoles, des collèges et des lycées visant à promouvoir la mémoire en participant financièrement à des déplacements permettant la découverte de lieux mémoriels.